# 링컨 내비게이터
링컨 내비게이터(Lincoln Navigator)는 포드 산하 고급 브랜드인 링컨의 풀 사이즈급 럭셔리 SUV이다.
풀 사이즈급 픽업트럭인 F-150의 플랫폼을 이용하며, 포드 익스페디션의 링컨 대응 차량이다. 이 브랜드에 의해 판매된 가장 긴 차량은 아니지만, 링컨이 만든 가장 무거운 차량이다. 화물칸 용적이 가장 큰 링컨 차량으로, 6명을 초과하는 좌석을 제공하는, 리무진이 아닌 최초의 링컨 차량이기도 하다. 또한 캐딜락 에스컬레이드처럼 장축형 모델이 별도로 있다.
생산은 1997년부터 2009년까지 미시간주 웨인 공장에서 이루어졌다. 2007년부터 켄터키주 루이빌 공장에서도 생산된다.
초기에는 V8 5.4리터 가솔린 엔진을 이용했으며, 2014년에 출시한 3세대 후기형부터 V6 3.5리터 에코부스트 가솔린 트윈터보 엔진을 이용 중이다.
대한민국에는 2021년 3월 25일에 처음으로 출시했다. 에스컬레이드와 달리, 장축형 모델은 정식으로 수입되지 않는다.

## 5세대 (2025 ~ 현재)
2024년 8월에 첫 공개했으며, 2025년에 출시할 예정이다. 리어 해치 게이트는 레인지로버와 같은 클램 쉘(스플릿) 방식을 이용하며, 형제차인 익스페디션도 클램 쉘 리어 게이트를 장착했다.
엔진은 기존처럼 V6 3.5리터 가솔린 트윈터보 엔진을 이용한다.

## 판매량
| 연도 | 미국   | 중국  |
| ---- | ------ | ----- |
| 1997 | 26,834 | 빈칸  |
| 1998 | 43,859 | 빈칸  |
| 1999 | 39,250 | 빈칸  |
| 2000 | 37,923 | 빈칸  |
| 2001 | 31,759 | 빈칸  |
| 2002 | 30,613 | 빈칸  |
| 2003 | 38,742 | 빈칸  |
| 2004 | 36,398 | 빈칸  |
| 2005 | 25,844 | 빈칸  |
| 2006 | 23,947 | 빈칸  |
| 2007 | 24,050 | 빈칸  |
| 2008 | 14,836 | 빈칸  |
| 2009 | 8,057  | 빈칸  |
| 2010 | 8,245  | 빈칸  |
| 2011 | 8,018  | 빈칸  |
| 2012 | 8,371  | 빈칸  |
| 2013 | 8,613  | 빈칸  |
| 2014 | 10,433 | 빈칸  |
| 2015 | 11,964 | 272   |
| 2016 | 10,421 | 731   |
| 2017 | 10,523 | 1,401 |
| 2018 | 17,839 | 2,588 |
| 2019 | 18,656 | 3,417 |
| 2020 | 15,252 | 빈칸  |

## 갤러리

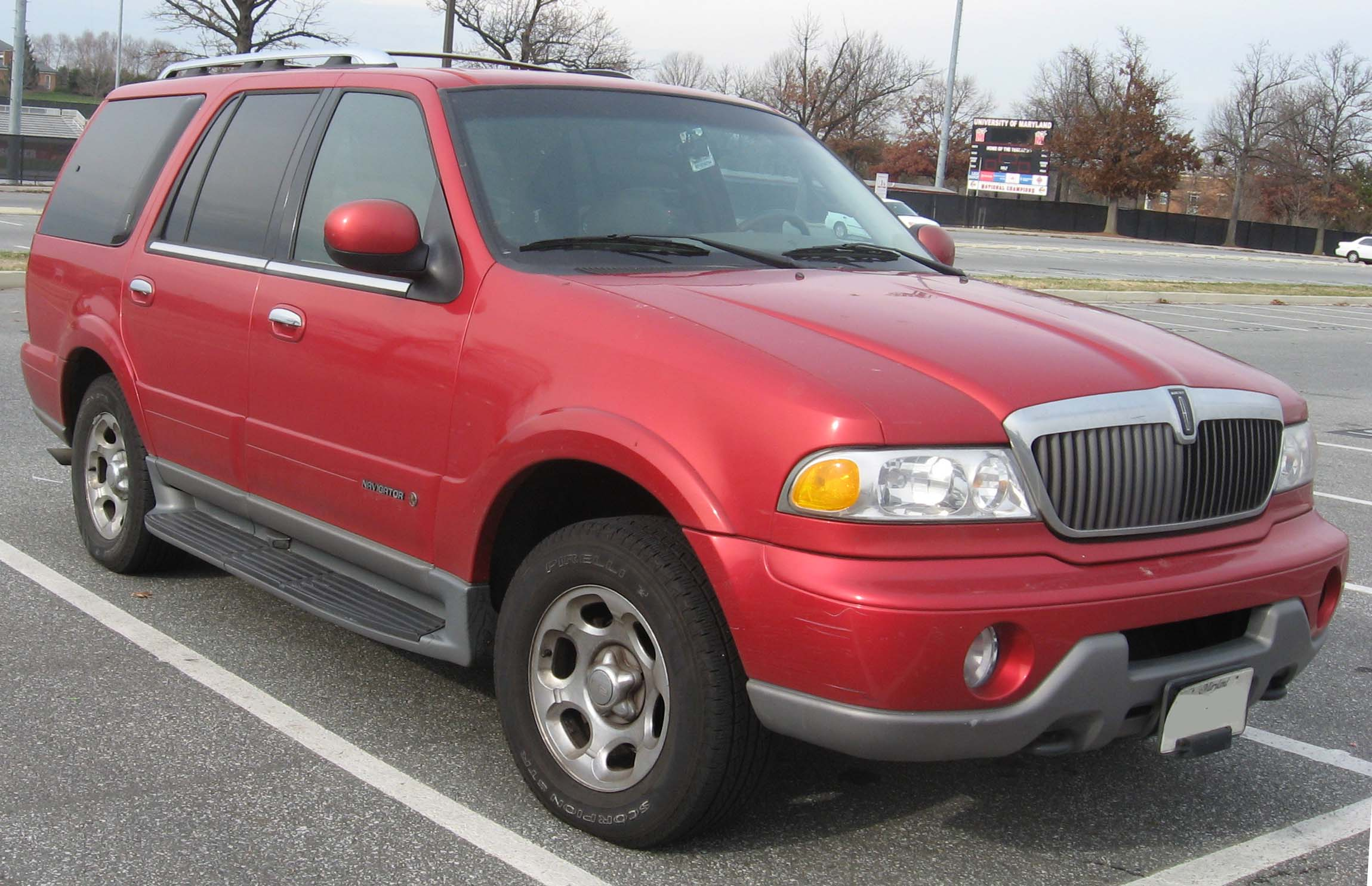
1세대
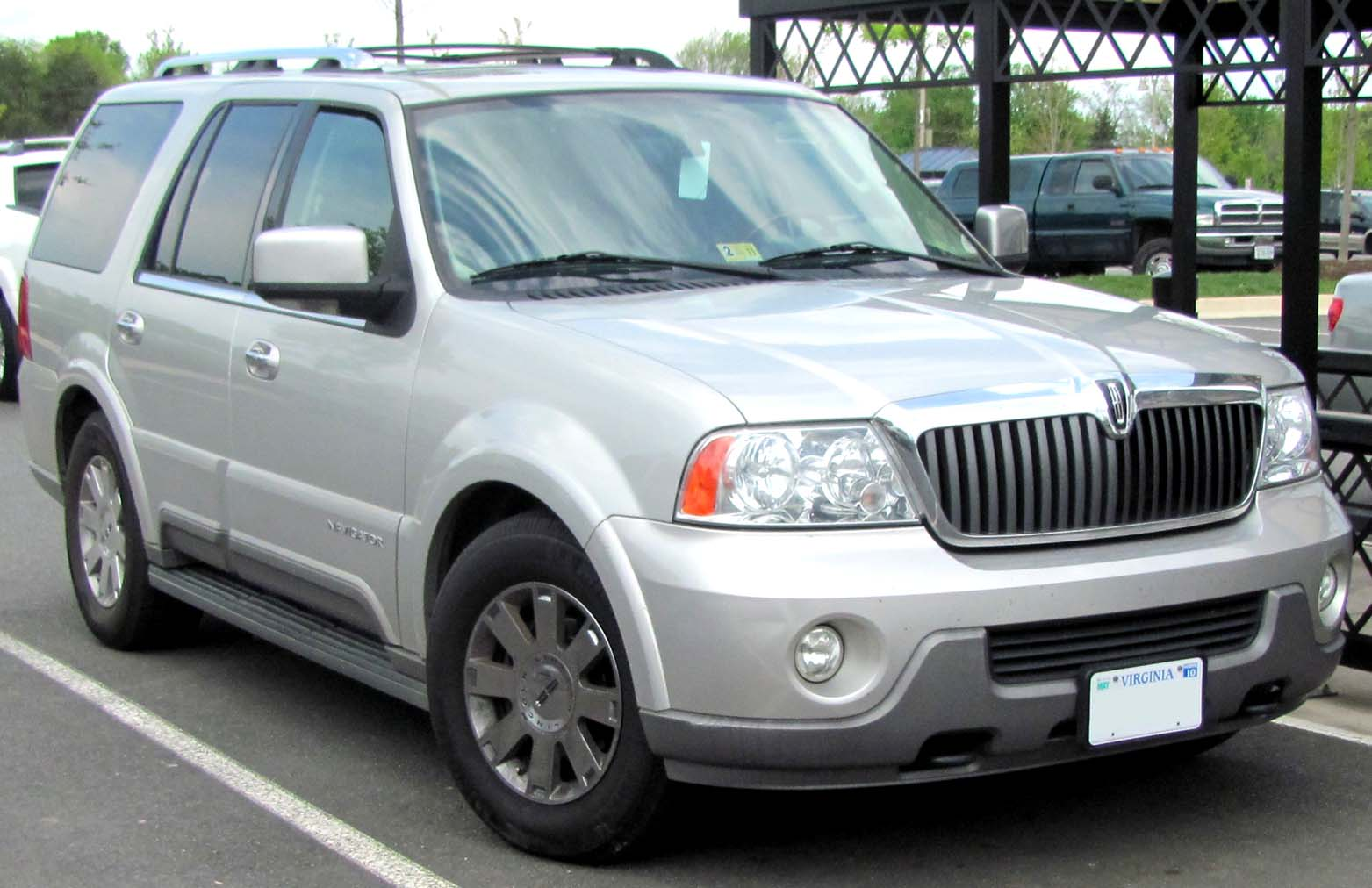
2세대
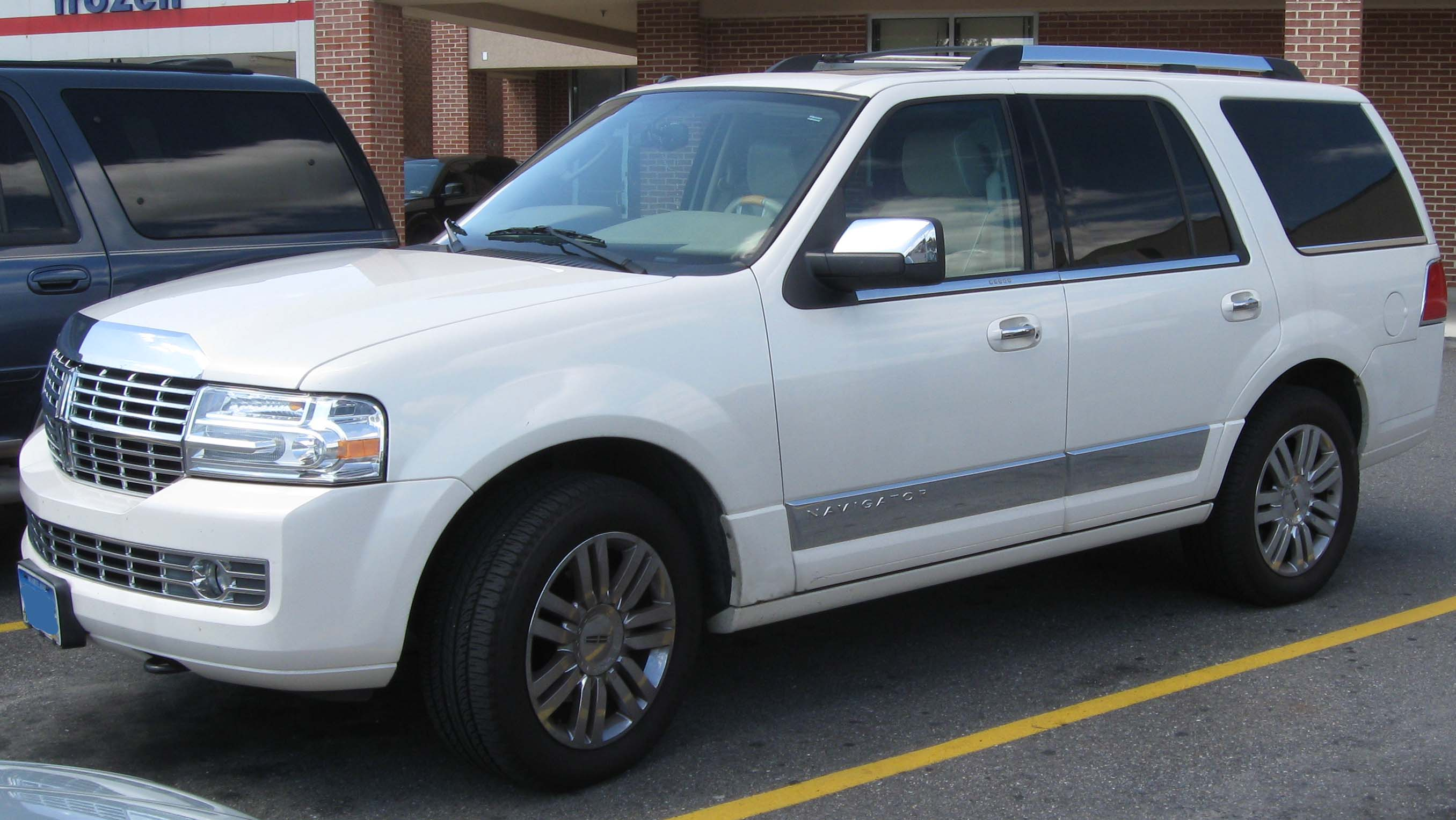
3세대
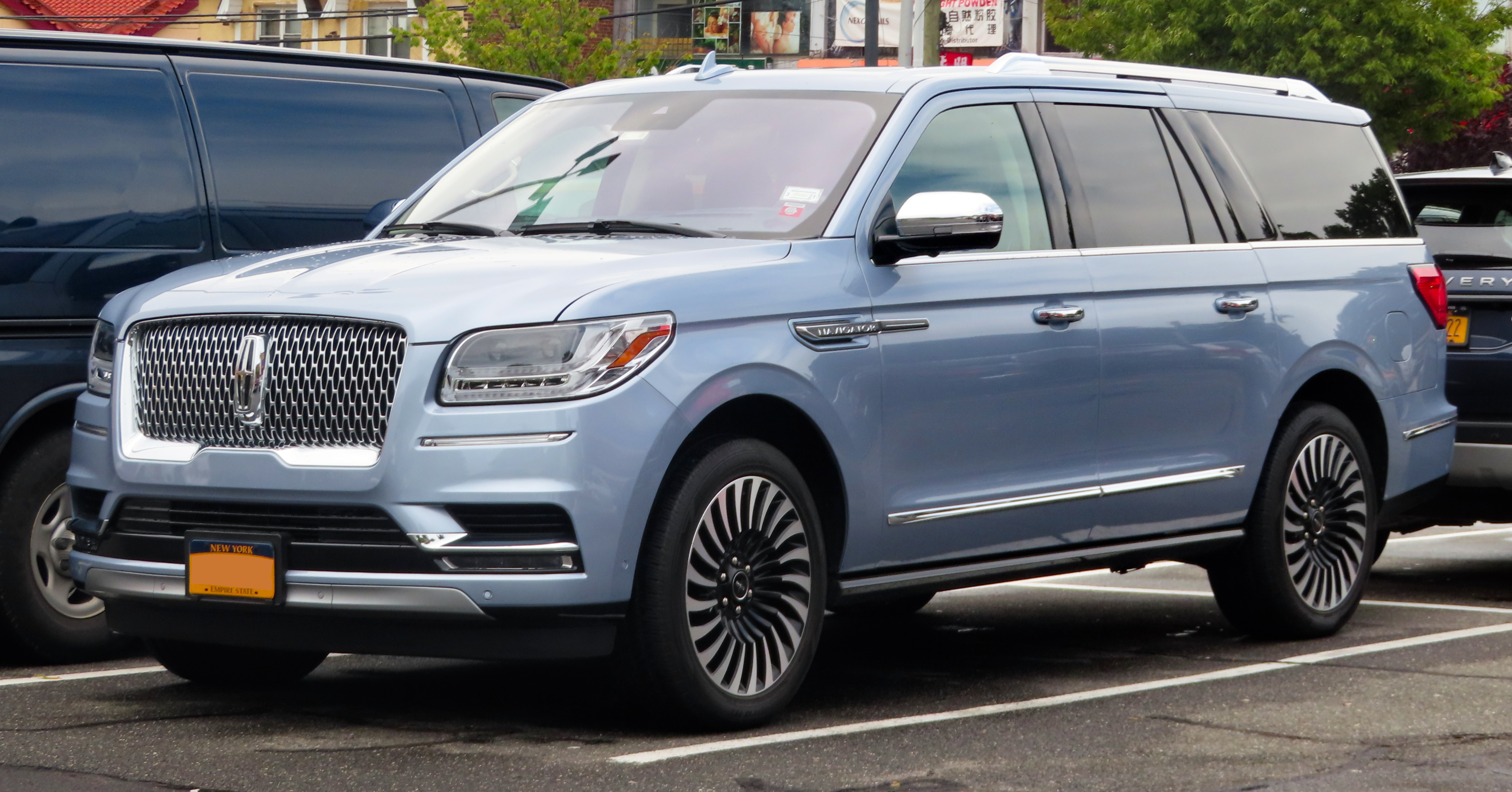
4세대